# Miguel van Damme
Miguel van Damme (Gante, 25 de septiembre de 1993-Roeselare, 29 de marzo de 2022) fue un futbolista profesional belga que jugó como portero en el Círculo de Brujas.

## Trayectoria
Hizo su debut el 5 de abril de 2014 en la Primera División de Bélgica. Jugó el partido completo en una derrota en casa por 1-0 contra el KV Malinas.
En junio de 2016, durante un chequeo de rutina antes de la temporada 2016-17 le diagnosticaron leucemia. Un año después su cáncer estaba en remisión y firmó un nuevo contrato con Círculo hasta junio de 2019. Se recuperó y, a pesar de que todavía necesitaba medicación a diario, pudo jugar en la Copa de Bélgica 2017-18 el 20 de septiembre de 2017 contra el Genk. En enero de 2020, Van Damme recayó de leucemia y se le informó que las posibilidades de supervivencia eran bajas. A pesar de esto, recibió inmunoterapia y firmó un nuevo contrato de un año con Círculo el 16 de junio de 2020. El 18 de octubre de 2021, volvió a recaer, dejándolo luchando contra la leucemia por quinta vez en cinco años.
Falleció el 29 de marzo de 2022 a la edad de veintiocho años tras una larga lucha contra la leucemia. El Círculo de Brujas le rindió homenaje en un comunicado: “Miguel, tu perseverancia y fuerza para ir a por ello una y otra vez, contratiempo tras contratiempo, fue admirable. Eres un ejemplo de positividad, persistencia y espíritu de lucha. Una fuente de inspiración para todos los que luchan. Por siempre en nuestro corazón verde-negro, #16”.

## Clubes
| Club              | País    | Año       |
| ----------------- | ------- | --------- |
| Círculo de Brujas | Bélgica | 2014-2022 |

## Vida personal
Estuvo casado con Kyana Dobbelaere y tenían un hijo, nacido en 2021.